# الفرع الرابع للحكومة
الفرع الرابع للحكومة، في سياسة الولايات المتحدة، مصطلح غير رسمي يشير إلى جماعات أو مؤسسات يُنظر إليها باعتبارها تؤثر على السلطات الثلاثة للحكومة الفيدرالية الأمريكية (التشريعية والتنفيذية والقضائية) أو تعمل بدلًا منها على النحو المحدد في دستور الولايات المتحدة. تختلف الآراء أيضًا بشأن ما إذا كان ذلك النفوذ مستحقًا أو لا داعي له، أو ما إذا كانت ذلك التأثير يعمل لصالح الخير أو الشر.
يمكن أن تشمل هذه المجموعات الصحافة (إلى جانب اعتبارها تمثل «السلطة الرابعة»)، والشعب (في المجموع أو في هيئة محلفين كبرى)، وجماعات المصالح. يمكن أيضًا الإشارة إلى الهيئات الإدارية المستقلة التابعة لحكومة الولايات المتحدة، وإن كانت من الناحية العملية تمثل جزءًا من سلطة ما تابعة للسلطات الثلاثة، بوصفها تمثل «فرعًا رابعًا» للحكومة.
أصبح، على نحو مماثل، يُنظر إلى مجتمع الاستخبارات الأمريكي، على نحو متزايد، باعتباره يمثل فرعًا رابعًا للحكومة. في هذا الصدد، يتقاطع، على نحو كبير، جانب «الفرع الرابع» من مجتمع الاستخبارات إلى جانب جماعات المصالح وغيرها من الجهات الفاعلة الخارجية لتشكيل بنية «الدولة العميقة».

## الصحافة
بينما يُستخدم مصطلح «السلطة الرابعة» للتأكيد على استقلالية «الصحافة»، فإن مصطلح الفرع الرابع يشير إلى أن الصحافة ليست مستقلة عن الحكومة. ينبع مفهوم وسائل الإعلام أو الصحافة باعتبارها فرعًا رابعًا من الاعتقاد بأن مسؤولية الإعلام في إخبار الجماهير ضرورية لسير الديمقراطية على نحو سليم.
قدم دوغلاس كاتر، في كتابه «الفرع الرابع للحكومة» لعام 1959، فرضية مفادها أن الصحافة أصبحت «بحكم الواقع، الفرع الرابع شبه الرسمي للحكومة» ولاحظ أن تراخي الإطار السياسي الأمريكي هو الذي سمح لوسائل الإعلام «بأن تدرج نفسها كفرع آخر للحكومة». كان كاتر «مقتنعًا بأنه بقدر ما عملت الصحافة كلاعب سياسي حقيقي (بدلًا من كونها مراقبًا غير متحيز للسياسة)، فإنها أفسدت نفسها وحادت عن مسؤوليتها الرئيسية - نقل معلومات مهمة والعمل كجهة رقابية غير حزبية للجمهور ضد كل المتعدين على حقوقهم».
في عام 1985، لاحظ والتر أننبرغ أن العديد من المحللين يطلقون مصطلح «الفرع الرابع للحكومة» على الصحافة للإشارة إلى أن لديها على الأقل نفس القدر، إن لم يكن أكثر، من السلطة في توجيه السياسة العامة مقارنة بالسلطات الثلاثة الأخرى، ويرجع ذلك جزئيًا إلى اتصالها المباشر بالجمهور وبتحصينها من خلال «التعديل الأول للدستور فيما يتعلق بمسؤولية ما يقدمونه من تقارير».

## جماعات المصالح
في مقال بعنوان «الفرع الرابع للحكومة»، أكد أليكس نوت الموظف بمركز النزاهة العامة في عام 2005 أن «أصحاب المصالح الخاصة وجماعات الضغط التي يوظفها مركز النزاهة العامة انفقوا منذ عام 1998 ما يقارب 13 بليون دولار للتأثير على الكونغرس والبيت الأبيض وعلى أكثر من 200 هيئة فيدرالية».